# موريس جويس
موريس جويس (بالإنجليزية: Maurice Joyce)‏ هو رسام رسوم متحركة ومخرج أيرلندي، ولد في 13 مارس 1969.

## وصلات خارجية
- موريس جويس على موقع IMDb (الإنجليزية)
- موريس جويس على موقع أول موفي (الإنجليزية)
- موريس جويس على موقع قاعدة بيانات الأفلام السويدية (السويدية)
- موريس جويس على موقع قاعدة بيانات الفيلم (الإنجليزية)
- موريس جويس على موقع كينوبويسك (الروسية)